# Sipal Kavre
Sipal Kavre – gaun wikas samiti w środkowej części Nepalu  w strefie Bagmati w dystrykcie Sindhupalchowk. Według nepalskiego spisu powszechnego z 2001 roku liczył on 593 gospodarstw domowych i 2896 mieszkańców (1401 kobiet i 1495 mężczyzn).